# Eusarcana
Eusarcana (que significa "carne verdadera") es un género de eurípteridos, un grupo extinto de artrópodos acuáticos. Los fósiles de Eusarcana han sido descubiertos en depósitos que abarcan desde el Silúrico temprano hasta el Devónico temprano. Clasificado como parte de la familia Carcinosomatidae, el género contiene tres especies: E. acrocephalus, E. obesus y E. scorpionis, provenientes del Silúrico-Devónico de Escocia, la República Checa y los Estados Unidos, respectivamente.
Eusarcana es conocido por sus proporciones y características inusuales; el abdomen ancho, la cola delgada y larga, las apéndices ambulantes con espinas y orientadas hacia adelante, y la espina caudal afilada y curvada lo diferencian de la mayoría de los eurípteridos, pero estas características son compartidas con otros eurípteridos carcinosomátidos. La carapaz triangular y los ojos orientados hacia adelante lo distinguen aún más de sus parientes más cercanos. Con 80 centímetros de longitud, E. scorpionis representa una especie de eurípterido moderadamente grande, superando ampliamente en tamaño a otras especies del género, como E. obesus, de 4 cm de longitud.
Originalmente descrito bajo el nombre Eusarcus, este nombre estaba preocurado por un género de opiliones vivos de la familia Gonyleptidae. Tras descubrirse este homónimo, el género fue erróneamente considerado sinónimo del relacionado Carcinosoma y solo recibió nombres de reemplazo décadas después, primero como Eusarcana en 1942 y luego como Paracarcinosoma en 1964 (se presume que sin conocimiento del nombre de reemplazo anterior).

## Descripción

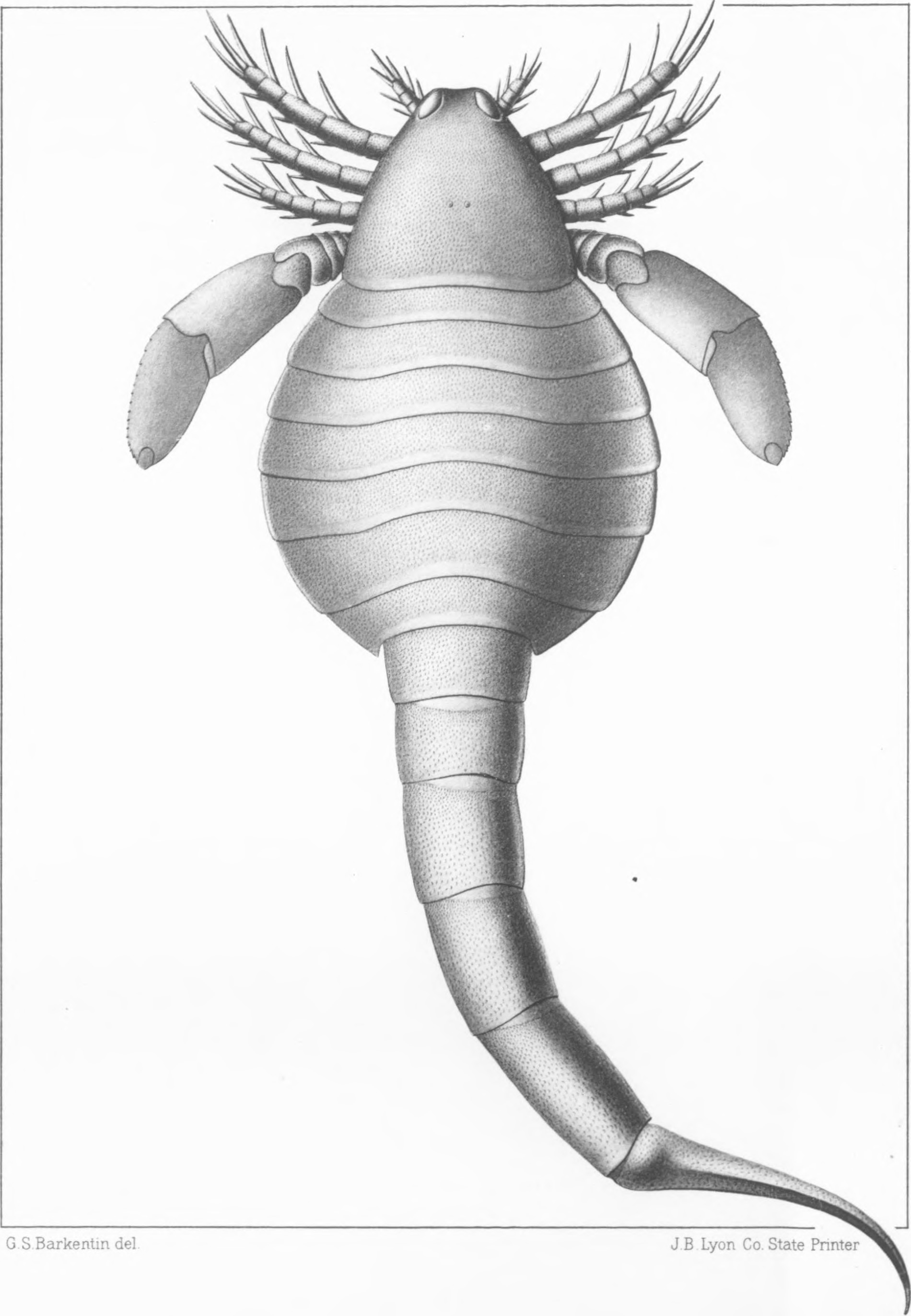
Reconstrucción de 1912 de E. scorpionis.

Eusarcana puede diferenciarse de otros eurípteridos por el borde considerablemente estrecho entre el prosoma (cabeza) y el opistosoma (abdomen), que es particularmente delgado considerando la forma elíptica ancha y grande del abdomen subsiguiente. El postabdomen (o cola) también se estrecha rápidamente respecto a los segmentos precedentes. Otras características distintivas del género incluyen que la carapaz (segmento que cubre la cabeza) es claramente triangular, con ojos situados en el borde y orientados hacia adelante, el hecho de que todas las patas ambulantes poseen espinas y que disminuyen en longitud hacia atrás, así como el telson (la división más posterior del cuerpo) de forma cilíndrica y afilado.
En comparación con muchos otros eurípteridos, Eusarcana era un animal bastante grande, con la especie más grande (también la especie tipo) E. scorpionis alcanzando longitudes de 80 cm. En contraste, la especie E. obesus era significativamente más pequeña, con el ejemplar más grande midiendo solo 4 cm de longitud.
La apariencia de Eusarcana es algo extraña en comparación con otros eurípteridos, no solo por su forma y proporciones generales, sino también porque la superficie de su exoesqueleto está cubierta con una ornamentación de pequeñas escamas circulares, densas y de tamaño reducido, que lo diferencia de otros eurípteridos en los que dicha ornamentación suele ser triangular. En general, Eusarcana es mayormente similar en apariencia a otros eurípteridos carcinosomátidos, particularmente Carcinosoma, que comparte sus ojos posicionados hacia adelante, y se define principalmente por el bajo grado de espinosidad en sus apéndices del segundo al quinto par y su telson curvado.

## Historia de la investigación

### Descripción original y descubrimientos posteriores

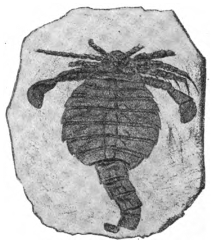
Ilustración del ejemplar tipo de E. obesus.

Eusarcana fue descrito por primera vez como «Eusarcus» por los geólogos estadounidenses August R. Grote y William Henry Pitt, basándose en fósiles recuperados del Pridoliano en el Buffalo Waterlime de Nueva York. Este nombre deriva del griego antiguo εὖ, (eu-) que significa «verdadero», y σάρξ (sarx), que significa «carne», significando «carne verdadera». La especie tipo designada fue E. scorpionis. Aunque Grote y Pitt no proporcionaron un diagnóstico genérico para el género, la especie fue bien diagnosticada con varios caracteres distintivos. Además, el género de Grote y Pitt parecía basarse únicamente en contornos y formas, lo que llevó a algunos investigadores, como el prominente geólogo inglés Henry Woodward, a considerar el género como carente de caracteres genéricos y, por tanto, inválido, refiriendo E. scorpionis a Eurypterus con el argumento de que varias especies británicas de Eurypterus, notablemente E. scorpiodes y E. punctatus (hoy reconocidas como especies de Carcinosoma), eran similares en forma.
Desconocido para Grote y Pitt, Eusarcus ya había sido nombrado como un género de opiliones laniatóridos vivos de la familia Gonyleptidae en 1833, constituyendo un nombre preocurado. La naturaleza preocurada del nombre no fue reconocida de inmediato, y continuó usándose para especies de eurípteridos descritas a finales del siglo XIX y principios del XX.
En 1912, los paleontólogos estadounidenses John Mason Clarke y Rudolf Ruedemann declararon que las diferencias entre Eusarcus y todas las formas relacionadas de eurípteridos eran tan grandes que era «completamente evidente» que Eusarcus era distinto de otros eurípteridos. Refirieron la especie escocesa de Eurypterus del Wenlockiano, E. obesus (descrita por Henry Woodward en 1868), al género, junto con la especie checa de edad Pridoliano-Lochkoviano, E. acrocephalus (descrita por Max Semper en 1898), basándose en que ambos poseían carapaces triangulares similares a E. scorpionis y un postabdomen que se estrecha abruptamente. Además, Clarke y Ruedemann concluyeron que Eusarcus era lo suficientemente similar a Carcinosoma como para ser designado como sinónimo. Como Eusarcus había sido nombrado antes que Carcinosoma, las leyes taxonómicas de prioridad dictaban que Eusarcus sería el nombre del taxón.
E. acrocephalus (a veces referido erróneamente como «E. acrocephala») se distingue de las otras dos especies por los lados laterales fuertemente recurvados de su carapaz, el mesosoma ovalado y el primer segmento del metasoma inusualmente ancho y corto para el género. El holotipo de E. acrocephalus, UW 1906/V/2, descubierto en la Formación Požáry de la República Checa, está compuesto por la carapaz y un abdomen parcial, partes del cual se rompieron durante bombardeos en Praga durante la Segunda Guerra Mundial, cuando el Museo Nacional de Praga fue dañado.
La obesidad de los segmentos del opistosoma en E. obesus es su característica más notable (y también lo que le da su nombre a la especie), el cuarto segmento es tan ancho como la longitud combinada de los primeros ocho segmentos. La superficie del exoesqueleto de la carapaz y los segmentos es delgada y aparentemente carece de ornamentación. En 2014, el paleontólogo estadounidense James Lamsdell sugirió que E. obesus podría representar un juvenil de la relacionada y contemporánea Carcinosoma scorpioides. A diferencia de otras especies de Eusarcana, E. obesus no parece poseer espinas en sus apéndices.

### Reconocimiento como nombre preocurado
Fue en 1934, 59 años después de su descripción original, que Eusarcus fue reconocido como un nombre preocurado por un opilión. El geólogo noruego Leif Størmer propuso que el nombre del taxón debería ser el siguiente nombre disponible y válido más antiguo, Carcinosoma. Durante la preparación de su artículo sobre el tema, Størmer también discutió la situación con el colega noruego Embrik Strand, quien ayudó a confirmar que Carcinosoma no estaba preocurado.
Strand propuso posteriormente el nombre de reemplazo Eusarcana en 1942, a pesar de que el problema había sido abordado por Størmer, con quien había estado en contacto ocho años antes. Las razones para proponer el nombre en esas circunstancias siguen siendo desconocidas, pero las críticas de investigadores contemporáneos a Strand por sus estudios en sistemática y un aparente deseo de nombrar tantos taxones como fuera posible podrían explicar parcialmente la situación. Como se consideró completamente innecesario en ese momento, Eusarcana de Strand fue pasado por alto y ni siquiera mencionado en estudios posteriores sobre eurípteridos. La denominación de Eusarcana fue una de muchas contribuciones a la nomenclatura por parte de Strand consideradas poco útiles hoy en día. Su revista Folia Zoologica et Hydrobiologica reaparecería más tarde en el campo para crear todo tipo de problemas sistemáticos que podrían haberse evitado. Strand también era conocido por aplicar nuevos nombres de especies a fósiles incompletos o mal conservados.
En 1964, los paleontólogos estadounidenses Kenneth Edward Caster y Erik N. Kjellesvig-Waering reconocieron a Eusarcus y Carcinosoma como géneros distintos al revisar la superfamilia Carcinosomatoidea, y acuñaron el nombre de reemplazo Paracarcinosoma para designar las especies previamente asignadas a Eusarcus. E. scorpionis fue designada la especie tipo. Caster y Kjellesvig-Waering no hicieron mención de Embrik Strand ni de Eusarcana, y probablemente no estaban al tanto de la existencia del nombre anterior. Con Eusarcana prácticamente olvidado, todos los investigadores posteriores usaron Paracarcinosoma para el género.
En 2012, los paleontólogos estadounidenses Jason A. Dunlop y James Lamsdell señalaron que, aunque el nombre Eusarcana había sido completamente innecesario (y de validez cuestionable, ya que Strand no designó una especie tipo) en el momento de su creación, es el nombre válido más antiguo disponible para el taxón y, como tal, debería constituir su nombre bajo las reglas de prioridad, a pesar de que Paracarcinosoma era más utilizado. Por lo tanto, Paracarcinosoma fue designado como un sinónimo menor, y las tres especies asignadas a él fueron transferidas a Eusarcana.

## Clasificación

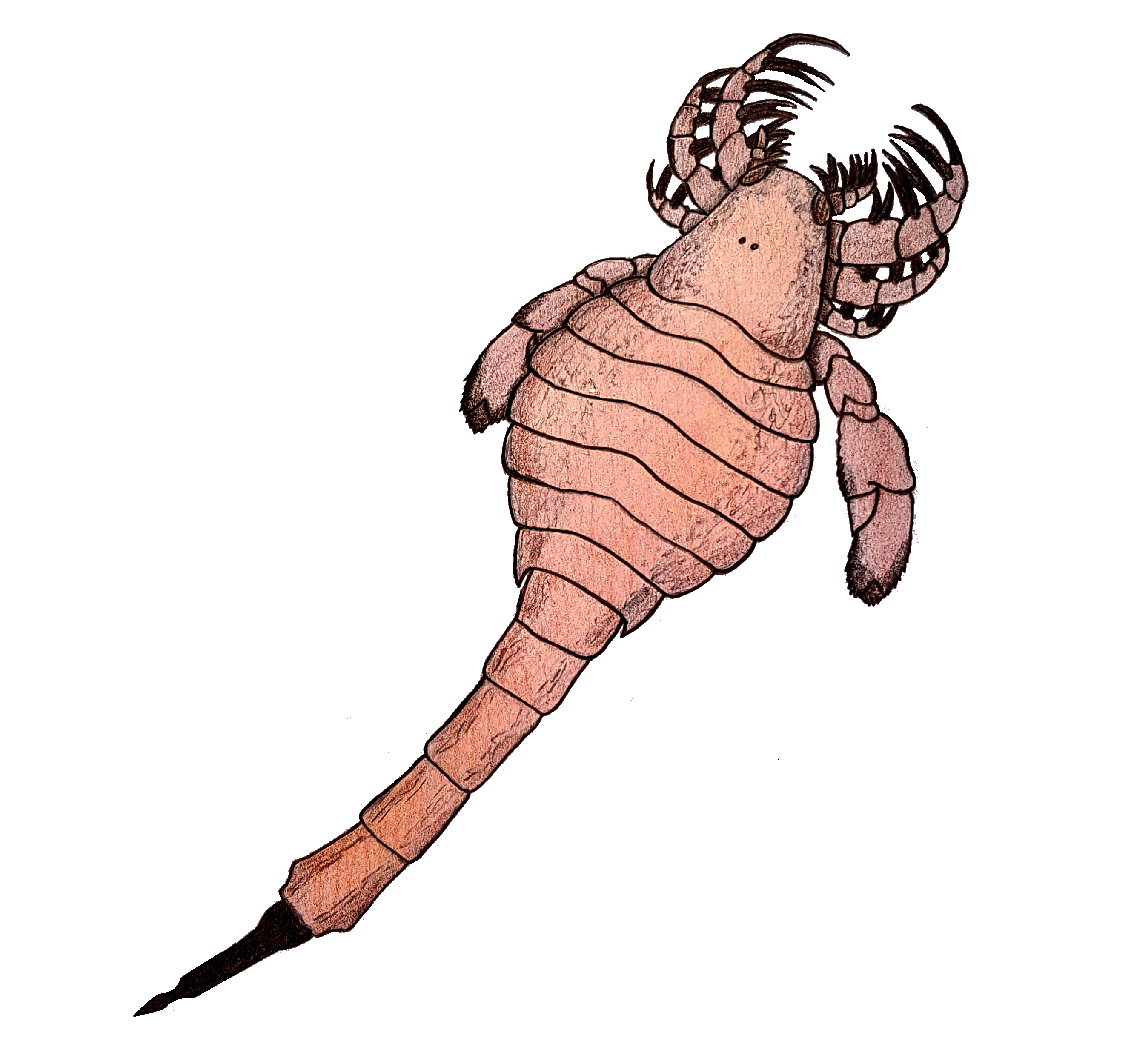
Restauración de Carcinosoma newlini, una especie carcinosomátida relacionada

Eusarcana está clasificado como parte de la familia Carcinosomatidae, una familia dentro de la superfamilia Carcinosomatoidea, junto con los géneros Carcinosoma, Eocarcinosoma, Rhinocarcinosoma y posiblemente Holmipterus. El cladograma a continuación está adaptado de un cladograma más amplio (simplificado para mostrar solo la Carcinosomatoidea) en un estudio de 2007 por el investigador de eurípteridos O. Erik Tetlie, basado a su vez en resultados de varios análisis filogenéticos sobre eurípteridos realizados entre 2004 y 2007. El segundo cladograma a continuación está simplificado de un estudio de Lamsdell et al. (2015).
|  | Eusarcana scorpionis       |
|  |                            |
|  | Rhinocarcinosoma vaningeni |
|  |                            |

|  | Mixopterus multispinosus                                                   |
|  |                                                                            |
|  | \| \| Mixopterus simonsoni \| \| \| \| \| \| Mixopterus kiaeri \| \| \| \| |
|  |                                                                            |
|  | Mixopterus simonsoni                                                       |
|  |                                                                            |
|  | Mixopterus kiaeri                                                          |
|  |                                                                            |

|  | Mixopterus simonsoni |
|  |                      |
|  | Mixopterus kiaeri    |
|  |                      |

|  | Mixopterus multispinosus                                                   |
|  |                                                                            |
|  | \| \| Mixopterus simonsoni \| \| \| \| \| \| Mixopterus kiaeri \| \| \| \| |
|  |                                                                            |
|  | Mixopterus simonsoni                                                       |
|  |                                                                            |
|  | Mixopterus kiaeri                                                          |
|  |                                                                            |

|  | Mixopterus simonsoni |
|  |                      |
|  | Mixopterus kiaeri    |
|  |                      |

|  | Eusarcana scorpionis       |
|  |                            |
|  | Rhinocarcinosoma vaningeni |
|  |                            |

|  | Mixopterus multispinosus                                                   |
|  |                                                                            |
|  | \| \| Mixopterus simonsoni \| \| \| \| \| \| Mixopterus kiaeri \| \| \| \| |
|  |                                                                            |
|  | Mixopterus simonsoni                                                       |
|  |                                                                            |
|  | Mixopterus kiaeri                                                          |
|  |                                                                            |

|  | Mixopterus simonsoni |
|  |                      |
|  | Mixopterus kiaeri    |
|  |                      |

|  | Mixopterus multispinosus                                                   |
|  |                                                                            |
|  | \| \| Mixopterus simonsoni \| \| \| \| \| \| Mixopterus kiaeri \| \| \| \| |
|  |                                                                            |
|  | Mixopterus simonsoni                                                       |
|  |                                                                            |
|  | Mixopterus kiaeri                                                          |
|  |                                                                            |

|  | Mixopterus simonsoni |
|  |                      |
|  | Mixopterus kiaeri    |
|  |                      |

|  | Eusarcana scorpionis       |
|  |                            |
|  | Rhinocarcinosoma vaningeni |
|  |                            |

|  | Mixopterus multispinosus                                                   |
|  |                                                                            |
|  | \| \| Mixopterus simonsoni \| \| \| \| \| \| Mixopterus kiaeri \| \| \| \| |
|  |                                                                            |
|  | Mixopterus simonsoni                                                       |
|  |                                                                            |
|  | Mixopterus kiaeri                                                          |
|  |                                                                            |

|  | Mixopterus simonsoni |
|  |                      |
|  | Mixopterus kiaeri    |
|  |                      |

|  | Mixopterus multispinosus                                                   |
|  |                                                                            |
|  | \| \| Mixopterus simonsoni \| \| \| \| \| \| Mixopterus kiaeri \| \| \| \| |
|  |                                                                            |
|  | Mixopterus simonsoni                                                       |
|  |                                                                            |
|  | Mixopterus kiaeri                                                          |
|  |                                                                            |

|  | Mixopterus simonsoni |
|  |                      |
|  | Mixopterus kiaeri    |
|  |                      |

|  | Eusarcana scorpionis       |
|  |                            |
|  | Rhinocarcinosoma vaningeni |
|  |                            |

|  | Mixopterus multispinosus                                                   |
|  |                                                                            |
|  | \| \| Mixopterus simonsoni \| \| \| \| \| \| Mixopterus kiaeri \| \| \| \| |
|  |                                                                            |
|  | Mixopterus simonsoni                                                       |
|  |                                                                            |
|  | Mixopterus kiaeri                                                          |
|  |                                                                            |

|  | Mixopterus simonsoni |
|  |                      |
|  | Mixopterus kiaeri    |
|  |                      |

|  | Mixopterus multispinosus                                                   |
|  |                                                                            |
|  | \| \| Mixopterus simonsoni \| \| \| \| \| \| Mixopterus kiaeri \| \| \| \| |
|  |                                                                            |
|  | Mixopterus simonsoni                                                       |
|  |                                                                            |
|  | Mixopterus kiaeri                                                          |
|  |                                                                            |

|  | Mixopterus simonsoni |
|  |                      |
|  | Mixopterus kiaeri    |
|  |                      |

|  | Eusarcana scorpionis       |
|  |                            |
|  | Rhinocarcinosoma vaningeni |
|  |                            |

|  | Mixopterus multispinosus                                                   |
|  |                                                                            |
|  | \| \| Mixopterus simonsoni \| \| \| \| \| \| Mixopterus kiaeri \| \| \| \| |
|  |                                                                            |
|  | Mixopterus simonsoni                                                       |
|  |                                                                            |
|  | Mixopterus kiaeri                                                          |
|  |                                                                            |

|  | Mixopterus simonsoni |
|  |                      |
|  | Mixopterus kiaeri    |
|  |                      |

|  | Mixopterus multispinosus                                                   |
|  |                                                                            |
|  | \| \| Mixopterus simonsoni \| \| \| \| \| \| Mixopterus kiaeri \| \| \| \| |
|  |                                                                            |
|  | Mixopterus simonsoni                                                       |
|  |                                                                            |
|  | Mixopterus kiaeri                                                          |
|  |                                                                            |

|  | Mixopterus simonsoni |
|  |                      |
|  | Mixopterus kiaeri    |
|  |                      |

|  | Eusarcana scorpionis       |
|  |                            |
|  | Rhinocarcinosoma vaningeni |
|  |                            |

|  | Mixopterus multispinosus                                                   |
|  |                                                                            |
|  | \| \| Mixopterus simonsoni \| \| \| \| \| \| Mixopterus kiaeri \| \| \| \| |
|  |                                                                            |
|  | Mixopterus simonsoni                                                       |
|  |                                                                            |
|  | Mixopterus kiaeri                                                          |
|  |                                                                            |

|  | Mixopterus simonsoni |
|  |                      |
|  | Mixopterus kiaeri    |
|  |                      |

|  | Mixopterus multispinosus                                                   |
|  |                                                                            |
|  | \| \| Mixopterus simonsoni \| \| \| \| \| \| Mixopterus kiaeri \| \| \| \| |
|  |                                                                            |
|  | Mixopterus simonsoni                                                       |
|  |                                                                            |
|  | Mixopterus kiaeri                                                          |
|  |                                                                            |

|  | Mixopterus simonsoni |
|  |                      |
|  | Mixopterus kiaeri    |
|  |                      |

|  | Eusarcana scorpionis       |
|  |                            |
|  | Rhinocarcinosoma vaningeni |
|  |                            |

|  | Mixopterus multispinosus                                                   |
|  |                                                                            |
|  | \| \| Mixopterus simonsoni \| \| \| \| \| \| Mixopterus kiaeri \| \| \| \| |
|  |                                                                            |
|  | Mixopterus simonsoni                                                       |
|  |                                                                            |
|  | Mixopterus kiaeri                                                          |
|  |                                                                            |

|  | Mixopterus simonsoni |
|  |                      |
|  | Mixopterus kiaeri    |
|  |                      |

|  | Mixopterus multispinosus                                                   |
|  |                                                                            |
|  | \| \| Mixopterus simonsoni \| \| \| \| \| \| Mixopterus kiaeri \| \| \| \| |
|  |                                                                            |
|  | Mixopterus simonsoni                                                       |
|  |                                                                            |
|  | Mixopterus kiaeri                                                          |
|  |                                                                            |

|  | Mixopterus simonsoni |
|  |                      |
|  | Mixopterus kiaeri    |
|  |                      |

|  | Eusarcana scorpionis       |
|  |                            |
|  | Rhinocarcinosoma vaningeni |
|  |                            |

|  | Mixopterus multispinosus                                                   |
|  |                                                                            |
|  | \| \| Mixopterus simonsoni \| \| \| \| \| \| Mixopterus kiaeri \| \| \| \| |
|  |                                                                            |
|  | Mixopterus simonsoni                                                       |
|  |                                                                            |
|  | Mixopterus kiaeri                                                          |
|  |                                                                            |

|  | Mixopterus simonsoni |
|  |                      |
|  | Mixopterus kiaeri    |
|  |                      |

|  | Mixopterus multispinosus                                                   |
|  |                                                                            |
|  | \| \| Mixopterus simonsoni \| \| \| \| \| \| Mixopterus kiaeri \| \| \| \| |
|  |                                                                            |
|  | Mixopterus simonsoni                                                       |
|  |                                                                            |
|  | Mixopterus kiaeri                                                          |
|  |                                                                            |

|  | Mixopterus simonsoni |
|  |                      |
|  | Mixopterus kiaeri    |
|  |                      |

|  | Carcinosoma newlini  |
|  |                      |
|  | Carcinosoma libertyi |
|  |                      |

|  | Eusarcana acrocephalus |
|  |                        |
|  | Eusarcana scorpionis   |
|  |                        |

|  | Carcinosoma newlini  |
|  |                      |
|  | Carcinosoma libertyi |
|  |                      |

|  | Eusarcana acrocephalus |
|  |                        |
|  | Eusarcana scorpionis   |
|  |                        |

|  | Carcinosoma newlini  |
|  |                      |
|  | Carcinosoma libertyi |
|  |                      |

|  | Eusarcana acrocephalus |
|  |                        |
|  | Eusarcana scorpionis   |
|  |                        |

|  | Carcinosoma newlini  |
|  |                      |
|  | Carcinosoma libertyi |
|  |                      |

|  | Eusarcana acrocephalus |
|  |                        |
|  | Eusarcana scorpionis   |
|  |                        |

|  | Carcinosoma newlini  |
|  |                      |
|  | Carcinosoma libertyi |
|  |                      |

|  | Eusarcana acrocephalus |
|  |                        |
|  | Eusarcana scorpionis   |
|  |                        |

|  | Carcinosoma newlini  |
|  |                      |
|  | Carcinosoma libertyi |
|  |                      |

|  | Eusarcana acrocephalus |
|  |                        |
|  | Eusarcana scorpionis   |
|  |                        |

|  | Carcinosoma newlini  |
|  |                      |
|  | Carcinosoma libertyi |
|  |                      |

|  | Eusarcana acrocephalus |
|  |                        |
|  | Eusarcana scorpionis   |
|  |                        |

|  | Carcinosoma newlini  |
|  |                      |
|  | Carcinosoma libertyi |
|  |                      |

|  | Eusarcana acrocephalus |
|  |                        |
|  | Eusarcana scorpionis   |
|  |                        |

|  | Carcinosoma newlini  |
|  |                      |
|  | Carcinosoma libertyi |
|  |                      |

|  | Eusarcana acrocephalus |
|  |                        |
|  | Eusarcana scorpionis   |
|  |                        |

|  | Carcinosoma newlini  |
|  |                      |
|  | Carcinosoma libertyi |
|  |                      |

|  | Eusarcana acrocephalus |
|  |                        |
|  | Eusarcana scorpionis   |
|  |                        |

|  | Carcinosoma newlini  |
|  |                      |
|  | Carcinosoma libertyi |
|  |                      |

|  | Eusarcana acrocephalus |
|  |                        |
|  | Eusarcana scorpionis   |
|  |                        |

|  | Carcinosoma newlini  |
|  |                      |
|  | Carcinosoma libertyi |
|  |                      |

|  | Eusarcana acrocephalus |
|  |                        |
|  | Eusarcana scorpionis   |
|  |                        |

|  | Carcinosoma newlini  |
|  |                      |
|  | Carcinosoma libertyi |
|  |                      |

|  | Eusarcana acrocephalus |
|  |                        |
|  | Eusarcana scorpionis   |
|  |                        |

|  | Carcinosoma newlini  |
|  |                      |
|  | Carcinosoma libertyi |
|  |                      |

|  | Eusarcana acrocephalus |
|  |                        |
|  | Eusarcana scorpionis   |
|  |                        |

|  | Carcinosoma newlini  |
|  |                      |
|  | Carcinosoma libertyi |
|  |                      |

|  | Eusarcana acrocephalus |
|  |                        |
|  | Eusarcana scorpionis   |
|  |                        |

|  | Carcinosoma newlini  |
|  |                      |
|  | Carcinosoma libertyi |
|  |                      |

|  | Eusarcana acrocephalus |
|  |                        |
|  | Eusarcana scorpionis   |
|  |                        |

|  | Carcinosoma newlini  |
|  |                      |
|  | Carcinosoma libertyi |
|  |                      |

|  | Eusarcana acrocephalus |
|  |                        |
|  | Eusarcana scorpionis   |
|  |                        |

|  | Carcinosoma newlini  |
|  |                      |
|  | Carcinosoma libertyi |
|  |                      |

|  | Eusarcana acrocephalus |
|  |                        |
|  | Eusarcana scorpionis   |
|  |                        |

|  | Carcinosoma newlini  |
|  |                      |
|  | Carcinosoma libertyi |
|  |                      |

|  | Eusarcana acrocephalus |
|  |                        |
|  | Eusarcana scorpionis   |
|  |                        |

|  | Carcinosoma newlini  |
|  |                      |
|  | Carcinosoma libertyi |
|  |                      |

|  | Eusarcana acrocephalus |
|  |                        |
|  | Eusarcana scorpionis   |
|  |                        |

|  | Carcinosoma newlini  |
|  |                      |
|  | Carcinosoma libertyi |
|  |                      |

|  | Eusarcana acrocephalus |
|  |                        |
|  | Eusarcana scorpionis   |
|  |                        |

|  | Carcinosoma newlini  |
|  |                      |
|  | Carcinosoma libertyi |
|  |                      |

|  | Eusarcana acrocephalus |
|  |                        |
|  | Eusarcana scorpionis   |
|  |                        |

|  | Carcinosoma newlini  |
|  |                      |
|  | Carcinosoma libertyi |
|  |                      |

|  | Eusarcana acrocephalus |
|  |                        |
|  | Eusarcana scorpionis   |
|  |                        |

|  | Carcinosoma newlini  |
|  |                      |
|  | Carcinosoma libertyi |
|  |                      |

|  | Eusarcana acrocephalus |
|  |                        |
|  | Eusarcana scorpionis   |
|  |                        |

|  | Carcinosoma newlini  |
|  |                      |
|  | Carcinosoma libertyi |
|  |                      |

|  | Eusarcana acrocephalus |
|  |                        |
|  | Eusarcana scorpionis   |
|  |                        |

|  | Carcinosoma newlini  |
|  |                      |
|  | Carcinosoma libertyi |
|  |                      |

|  | Eusarcana acrocephalus |
|  |                        |
|  | Eusarcana scorpionis   |
|  |                        |

|  | Carcinosoma newlini  |
|  |                      |
|  | Carcinosoma libertyi |
|  |                      |

|  | Eusarcana acrocephalus |
|  |                        |
|  | Eusarcana scorpionis   |
|  |                        |

|  | Carcinosoma newlini  |
|  |                      |
|  | Carcinosoma libertyi |
|  |                      |

|  | Eusarcana acrocephalus |
|  |                        |
|  | Eusarcana scorpionis   |
|  |                        |

|  | Carcinosoma newlini  |
|  |                      |
|  | Carcinosoma libertyi |
|  |                      |

|  | Eusarcana acrocephalus |
|  |                        |
|  | Eusarcana scorpionis   |
|  |                        |

|  | Carcinosoma newlini  |
|  |                      |
|  | Carcinosoma libertyi |
|  |                      |

|  | Eusarcana acrocephalus |
|  |                        |
|  | Eusarcana scorpionis   |
|  |                        |

|  | Carcinosoma newlini  |
|  |                      |
|  | Carcinosoma libertyi |
|  |                      |

|  | Eusarcana acrocephalus |
|  |                        |
|  | Eusarcana scorpionis   |
|  |                        |

|  | Carcinosoma newlini  |
|  |                      |
|  | Carcinosoma libertyi |
|  |                      |

|  | Eusarcana acrocephalus |
|  |                        |
|  | Eusarcana scorpionis   |
|  |                        |

## Paleobiología

El tamaño de E. scorpionis, la especie más grande y conocida de Eusarcana, comparado con un humano.

Las características de Eusarcana indican que su estilo de vida era completamente diferente al de muchos otros eurípteridos nadadores, como Eurypterus. Al caminar, Eusarcana probablemente levantaba la parte frontal de su cabeza con ojos por encima del suelo, como lo indican el mayor tamaño de las patas ambulantes delanteras y la colocación de los ojos. En contraste, Eurypterus habría mantenido su cabeza, de forma ancha y en forma de pala, cerca del suelo mientras caminaba. Además, las patas ambulantes de Eusarcana son más potentes que las de Eurypterus en general. Las patas disminuyen en fuerza hacia atrás, indicando un énfasis en levantar la parte frontal de la carapaz. En Eurypterus, las patas son más largas hacia atrás, lo que indica que se enfocaba en mantener la cabeza baja.
Las patas nadadoras de Eusarcana estaban poderosamente desarrolladas, con paletas más largas y anchas que las de Eurypterus, lo que corresponde al hecho de que Eusarcana era un género de eurípteridos más ancho y pesado.

### Espina caudal

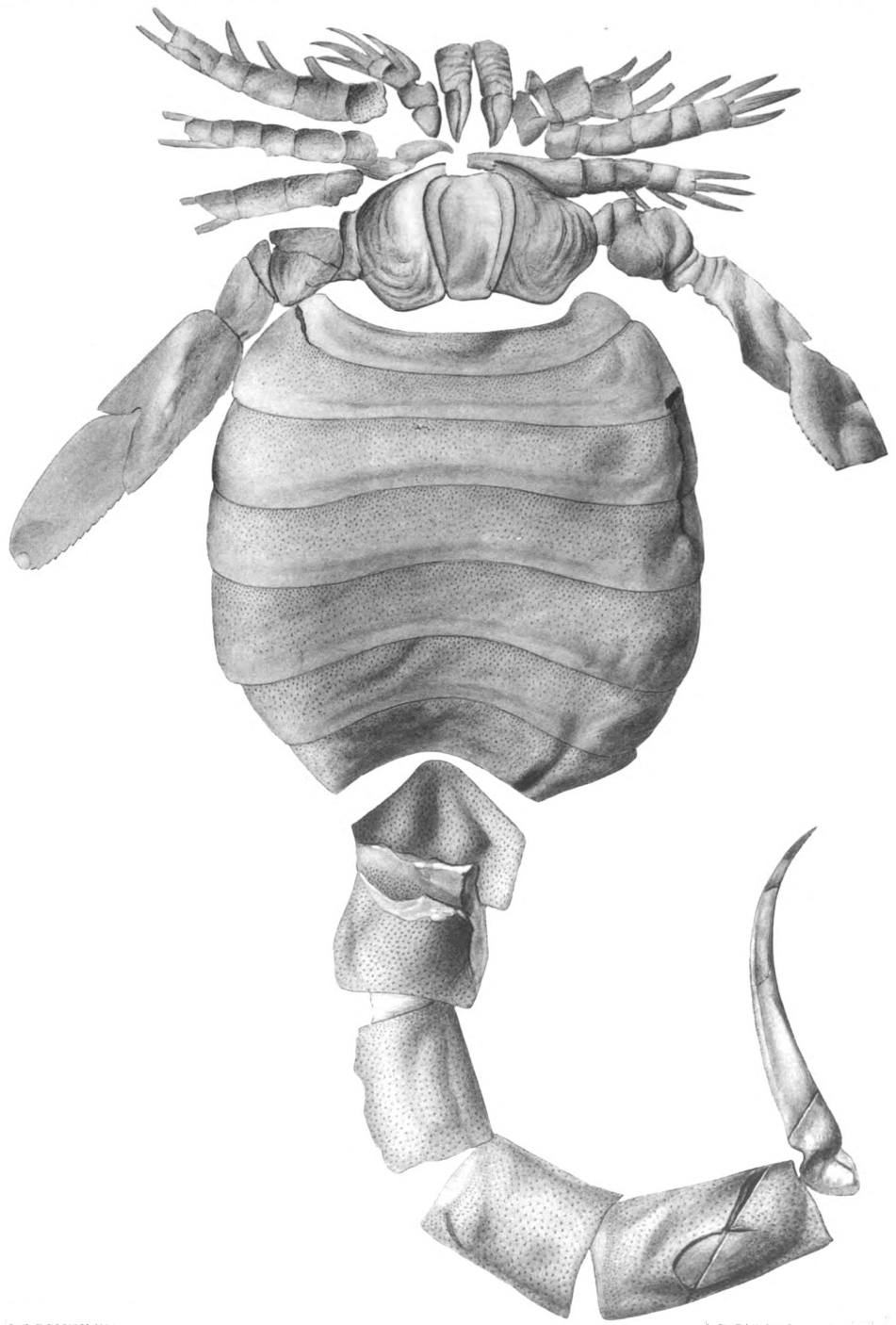
Ejemplar fósil de E. scorpionis con espina caudal intacta.

En la fauna del Pridoliano del Buffalo Waterlime donde vivía E. scorpionis, representaba uno de los miembros más grandes del ecosistema, siendo al menos la mitad de largo que los eurípteridos depredadores más grandes del género Pterygotus. Dado que Eusarcana no tenía pinzas grandes y potentes como los eurípteridos pterigótidos, que no solo representaban competidores potenciales sino también depredadores peligrosos, el único órgano obvio que podía usar para la defensa era la espina caudal puntiaguda y afilada.
La cola estrechada es tan larga y extendida que supera en longitud a las partes principales del cuerpo, la cabeza y el abdomen. El hecho de que la cola se haya conservado como curvada en varios especímenes fósiles demuestra que habría sido flexible en vida, con la aparente curvatura de la espina en su extremo convirtiéndola en un arma peligrosa. Si se curvaba hacia adelante sobre el resto del cuerpo, la espina estaría posicionada con su punta hacia arriba, funcionando de manera similar a una cimitarra.
La similitud entre la espina de Eusarcana y la de los escorpiones abre la posibilidad de que la espina caudal pudiera haber poseído glándulas venenosas. Aunque el estado de conservación de los especímenes no permite determinar la ausencia o presencia de un canal de veneno o poros para transferir el veneno a posibles víctimas, la forma de Eusarcana sugiere que era un animal bastante lento e inactivo, no muy ágil, posiblemente adaptado para excavar o para la depredación por emboscada. En tal estilo de vida, una espina caudal venenosa y ágil ayudaría enormemente a asegurar presas y a defenderse en ausencia de otros órganos prensiles y potentes de largo alcance.

### Ecología

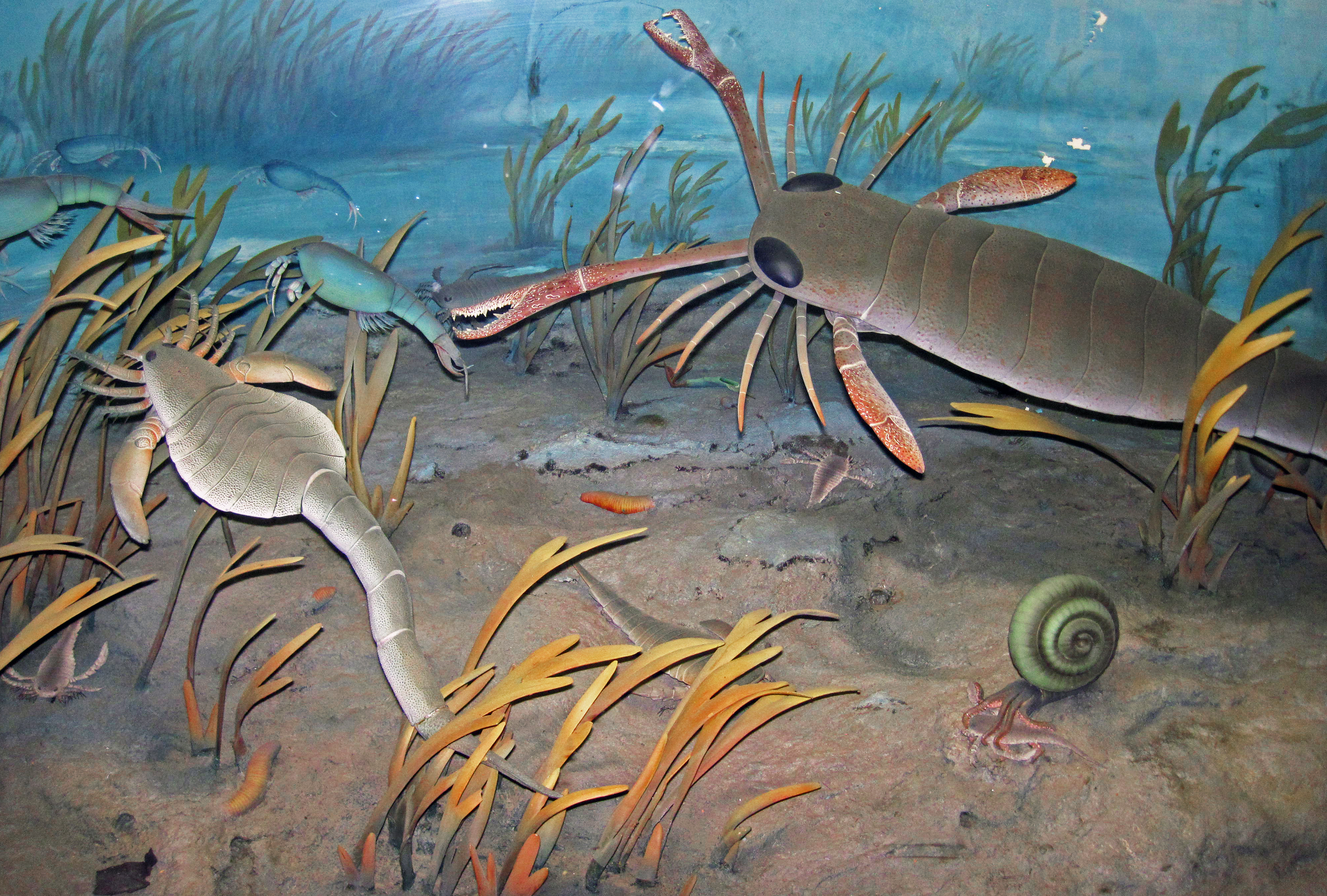
Modelo de restauración de un Eusarcana en un fondo marino del Silúrico, junto con otros eurípteridos y animales

Dado que la gran mayoría de las especies de eurípteridos descritas son conocidas del Silúrico, particularmente del Silúrico tardío, los investigadores han concluido que el grupo alcanzó su máxima diversidad y número durante este tiempo. Las faunas complejas de eurípteridos, que comprenden varias especies diferentes en diferentes nichos ecológicos, son típicas del período. Todas las especies de Eusarcana descritas hasta ahora aparecen junto con otras especies de eurípteridos. E. acrocephalus es conocido tanto del Silúrico como del Devónico de la República Checa, con una diferencia algo aparente en la otra fauna dependiendo del período de tiempo. Los E. acrocephalus del Devónico aparecen junto con otros eurípteridos Slimonia, Pterygotus y Acutiramus, así como con varios trilobites (incluyendo Crotalocephalina, Otarion, Warburgella, Proetus, Tropidocare, Leonaspis y Ceratocephala), crustáceos (incluyendo Ceratiocaris y Aristozoe), ostrácodos, conodontos, gasterópodos y crinoideos. La fauna de edad Silúrica del mismo área general, que también preserva E. acrocephalus, albergaba otros eurípteridos Erettopterus, Pterygotus y Acutiramus, un conjunto menos diverso de trilobites (Otarion, Scharyia y Prionopeltis), el crustáceo Ceratiocaris, cefalópodos (incluyendo Cycloceras y Corbuloceras), ostrácodos, gasterópodos, crinoideos, conodontos y bivalvos.
El E. obesus del Silúrico del Reino Unido vivía en un ambiente marino que también albergaba otros eurípteridos Nanahughmilleria, Pterygotus, Slimonia, Carcinosoma, Parastylonurus y Erettopterus, así como crustáceos filocáridos, xifosuranos, gasterópodos y peces anaspídidos Birkenia. En depósitos del Silúrico de Nueva York, E. scorpionis aparece junto con una fauna diversa de eurípteridos compuesta por Buffalopterus, Dolichopterus, Erettopterus, Eurypterus, Pterygotus y Acutiramus. También estaban presentes xifosuranos, crustáceos (Gonatocaris), ostrácodos, bivalvos, gasterópodos y cefalópodos. Los eurípteridos carcinosomátidos como Eusarcana estaban entre los más marinos, conocidos de depósitos que alguna vez fueron arrecifes, algunos en entornos lagunares, y aguas más profundas.